# Арбін
Арбін (араб. عربين) — місто в центрі Сирії, у провінції Дамаск. Відповідно до даних Сирійського центрального бюро статистики, за переписом 2004 р., населення міста становило 44 934 осіб.
Під час громадянської війни Вільна сирійська армія захопила під свій контроль низку північних передмість Дамаска, включаючи Арбін 2 липня 2012. Повідомлялося, що бойовики ВСА відкрито патрулювали вулиці передмість, а бої відбувалися на відстані менше 10 км від центра Дамаска. В листопаді 2012 відбувалися стійки бої в місті, що були підтримані бойовиками з провінції Дамаск. Повідомлялося, що місто станом на 7 грудня 2012 перебувало під контролем повстанців.